# Lala Kovačev
Branislav „Lala“ Kovačev (kyr. Бранислав „Лала“ Ковачев; * 19. November 1939 in Kikinda, Königreich Jugoslawien; † 4. September 2012 in Hvar, Kroatien) war ein jugoslawisch-serbischer Schlagzeuger und Perkussionist des Modern Jazz.

## Leben
Kovačev spielte zunächst Trompete, bevor er zum Schlagzeug wechselte und sich – beeinflusst durch Willis Conovers Jazz Hour – dem Jazz zuwandte. Mit siebzehn Jahren wurde er Mitglied des Radio Belgrade Jazz Orchestra, das damals von Vojislav Simić geleitet wurde. Mitte der 1960er Jahre zog er nach Deutschland, wo er ins Orchester von Horst Jankowski eintrat, mit dem er international auf Tour ging. 1974 wechselte er zu Max Greger, ein Jahr später zum NDR Rundfunk Orchester in Hannover. Daneben leitete er seit den 1970er Jahren eigene Gruppen wie den European Jazz Consensus (mit Gerd Dudek, Alan Skidmore und Adelhard Roidinger), der dem Avantgarde Jazz verpflichtet war; er spielte Fusion-Alben mit Wolfgang Dauner und Michal Urbaniak ein und trat insbesondere im damaligen Jugoslawien mit Dusko Goykovich auf. Im Münchener Trixi-Tonstudio nahm er an drei Produktionen des Komponisten Mladen Gutesha mit immer mit derselben Rhythmusgruppe teil: Sigi Schwab, Eberhard Weber und Lala Kovacev arbeiteten mit Chris Hinze, Benny Bailey und Charlie Mariano/Ack van Rooyen zusammen.
Mit seinen eigenen Gruppen entwickelte er einen Ethno-Jazz, der auf den komplexen Balkanrhythmen aufbaute. Weiterhin spielte er mit Musikern wie Art Van Damme, Chuck Israels, Ack und Jerry van Rooyen, Hans Koller, Albert Mangelsdorff, Stephan Diez, David Gazarov oder Tony Scott, an deren Alben er teilweise beteiligt war.

## Diskographische Hinweise
- European Jazz Consensus Four for Slavia (Electrola, 1977)
- European Jazz Consensus Morning Rise (Ego, 1977)
- International Jazz Consensus Beak to Beak (mit Allan Praskin, Adelhard Roidinger und John D. Thomas; Nimbus 1981)
- Lala Kovačev Balkan Impressions (mit Günther Klatt, Jovan Mikovic, Paul Grabowsky, Vojin Draškoci, Ljubomir Dimitrijevic; Nenad Jelic; RTB, 1982)
- Lala Kovačev Balkan Impressions Vol.2 (RTB, 1983)
- Izvorni Folklor i Jazz (RTB, 1985).